# Сен-Жан-Кап-Ферра
Сен-Жан-Кап-Ферра́ (фр. Saint-Jean-Cap-Ferrat) — курорт и коммуна на юго-востоке Франции на выступающем в море мысе Лазурного Берега в регионе Прованс — Альпы — Лазурный берег, департамент Приморские Альпы, округ Ницца, кантон Босолей. До марта 2015 года коммуна административно входила в состав упразднённого кантона Вильфранш-сюр-Мер (округ Ницца).
Площадь коммуны — 2,48 км², население — 2172 человека (2006) с тенденцией к снижению: 1889 человек (2012), плотность населения — 761,7 чел/км².

## История
Эти места «открыл» для отдыхающих бельгийский король Леопольд II, который в 1902 году построил для своей любовницы Каролин Лакруа фешенебельную виллу чуть восточнее Вильфранша. Ныне это самая дорогая вилла в мире. В середине XX века ею владел итальянский промышленник Джованни Аньелли. Вилла Леопольда, прославленная своими царственными пропорциями, охраняется французским государством как памятник истории и культуры. Любителям кино она известна по гламурным лентам послевоенного времени, таким как «Красные башмачки (фильм, 1948)» (1948) и «Поймать вора» (1955). В 2008 году появились сообщения, что виллу Леопольда за полмиллиарда евро приобрёл Михаил Прохоров; позднее эта сделка была аннулирована.
В начале XX века крупнейшим землевладельцем в этой части Ривьеры была бельгийская корона. Набережная Морис Рувье в соседнем Больё-сюр-Мер застроена виллами «эпохи великого благоденствия». Особенно известна вилла Эфрусси-де-Ротшильд, стоящая на холме с видом на море. Часовня Сент-Оспис XI века находится рядом с кладбищем бельгийских солдат, погибших в годы Первой мировой войны. А в гавани есть музей раковин с 4500 экспонатами.

## Население
Население коммуны в 2011 году составляло 2014 человек, а в 2012 году — 1889 человек.
| 1962 | 1968 | 1975 | 1982 | 1990 | 1999 | 2004 | 2006 | 2009 | 2011 | 2012 |
| ---- | ---- | ---- | ---- | ---- | ---- | ---- | ---- | ---- | ---- | ---- |
| 2416 | 2356 | 2268 | 2215 | 2248 | 1895 | 2103 | 2172 | 2035 | 2014 | 1889 |

Динамика численности населения:

## Экономика
В 2010 году из 1281 человек трудоспособного возраста (от 15 до 64 лет) 930 были экономически активными, 351 — неактивными (показатель активности 72,6 %, в 1999 году — 70,5 %). Из 930 активных трудоспособных жителей работали 865 человек (486 мужчин и 379 женщин), 65 числились безработными (26 мужчин и 39 женщин). Среди 351 трудоспособных неактивных граждан 103 были учениками либо студентами, 94 — пенсионерами, а ещё 154 — были неактивны в силу других причин.
На протяжении 2010 года в коммуне числилось 626 облагаемых налогом домохозяйств, в которых проживало 1320 человек. При этом медиана доходов составила 21 тысяча 505 евро на одного налогоплательщика.
В 2012 году Сен-Жан-Кап-Ферра занял второе место в рейтинге после Монако по дороговизне жилья.

## Достопримечательности (фотогалерея)

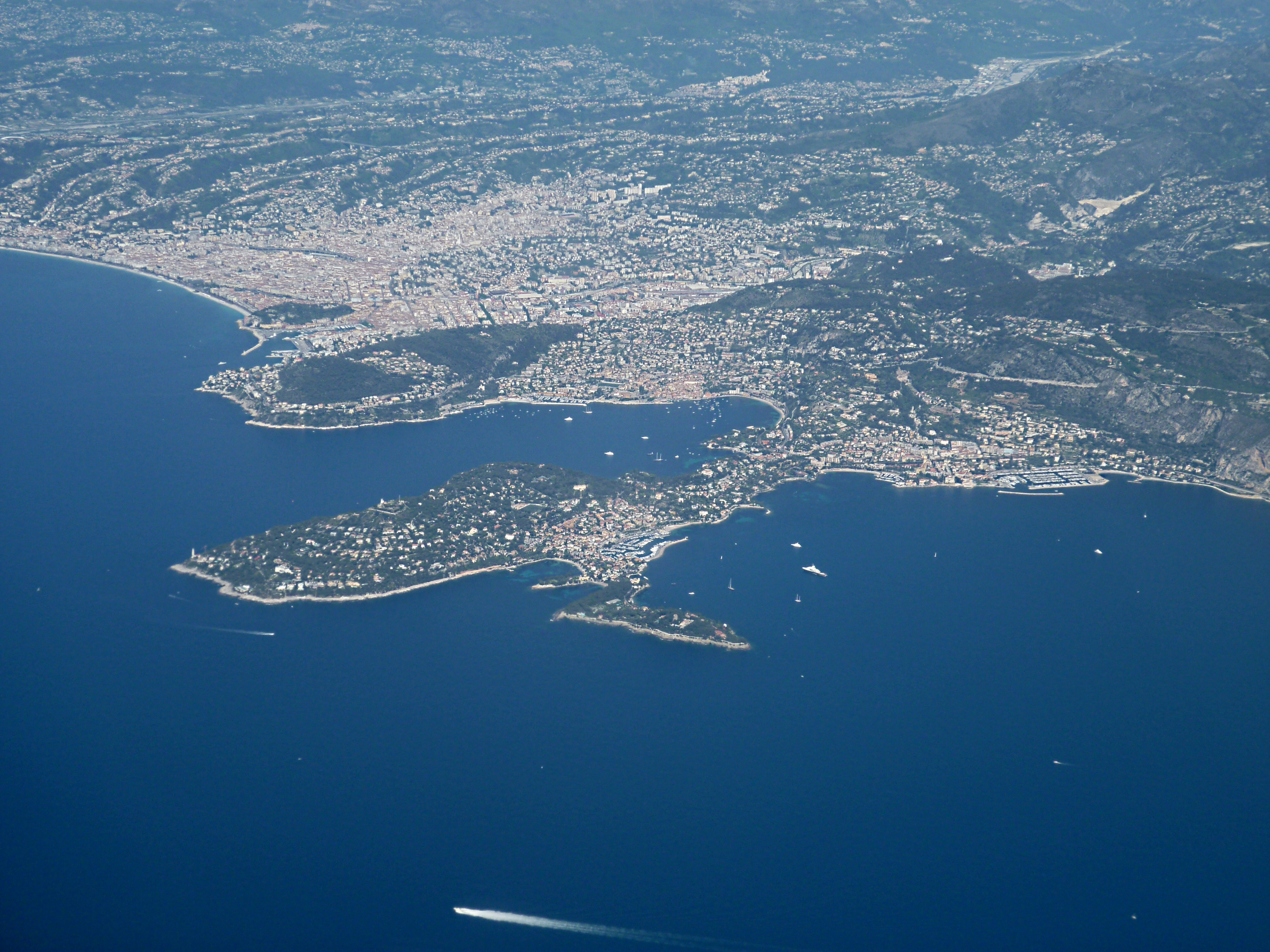
С высоты птичьего полёта
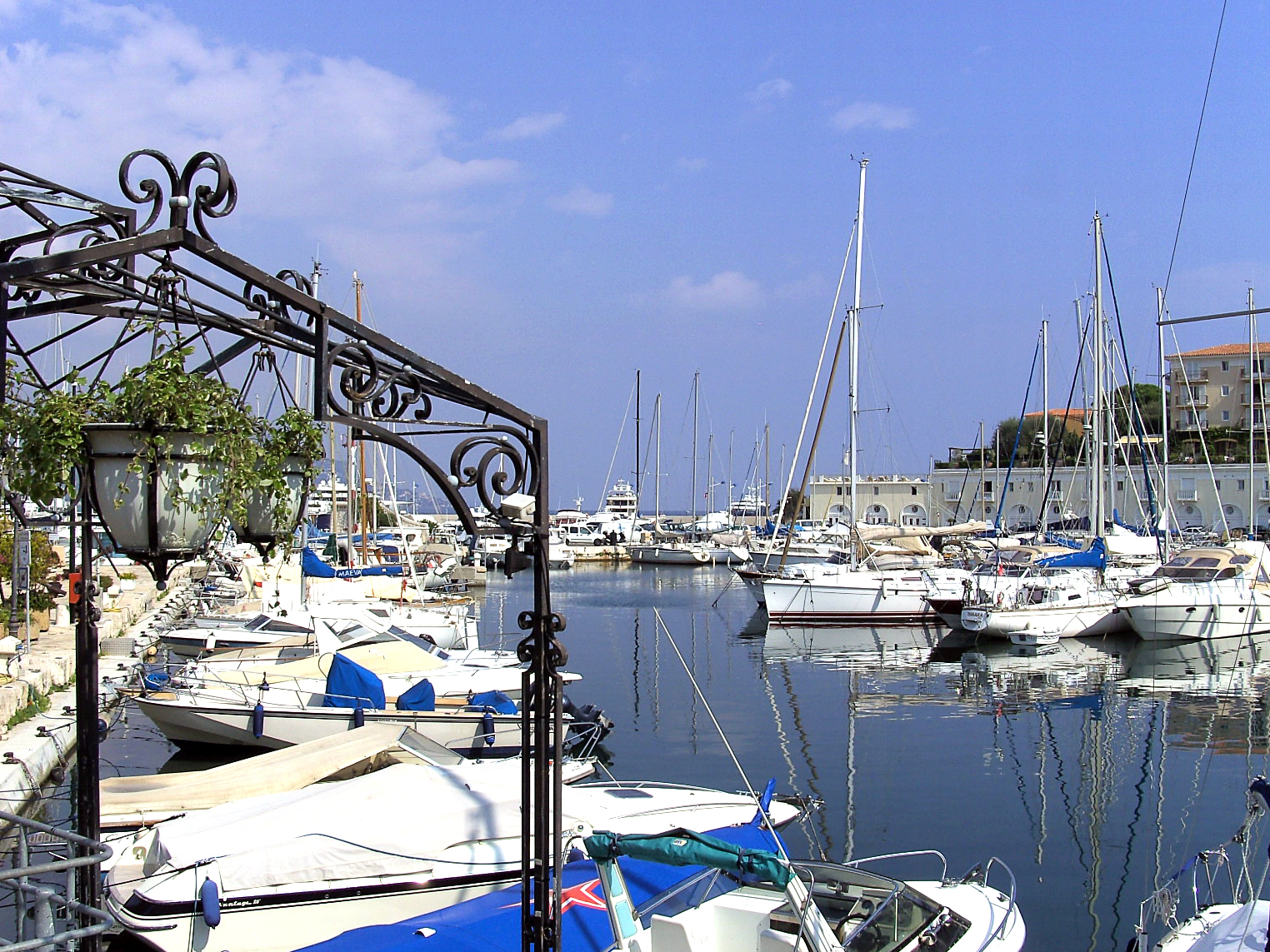
Порт
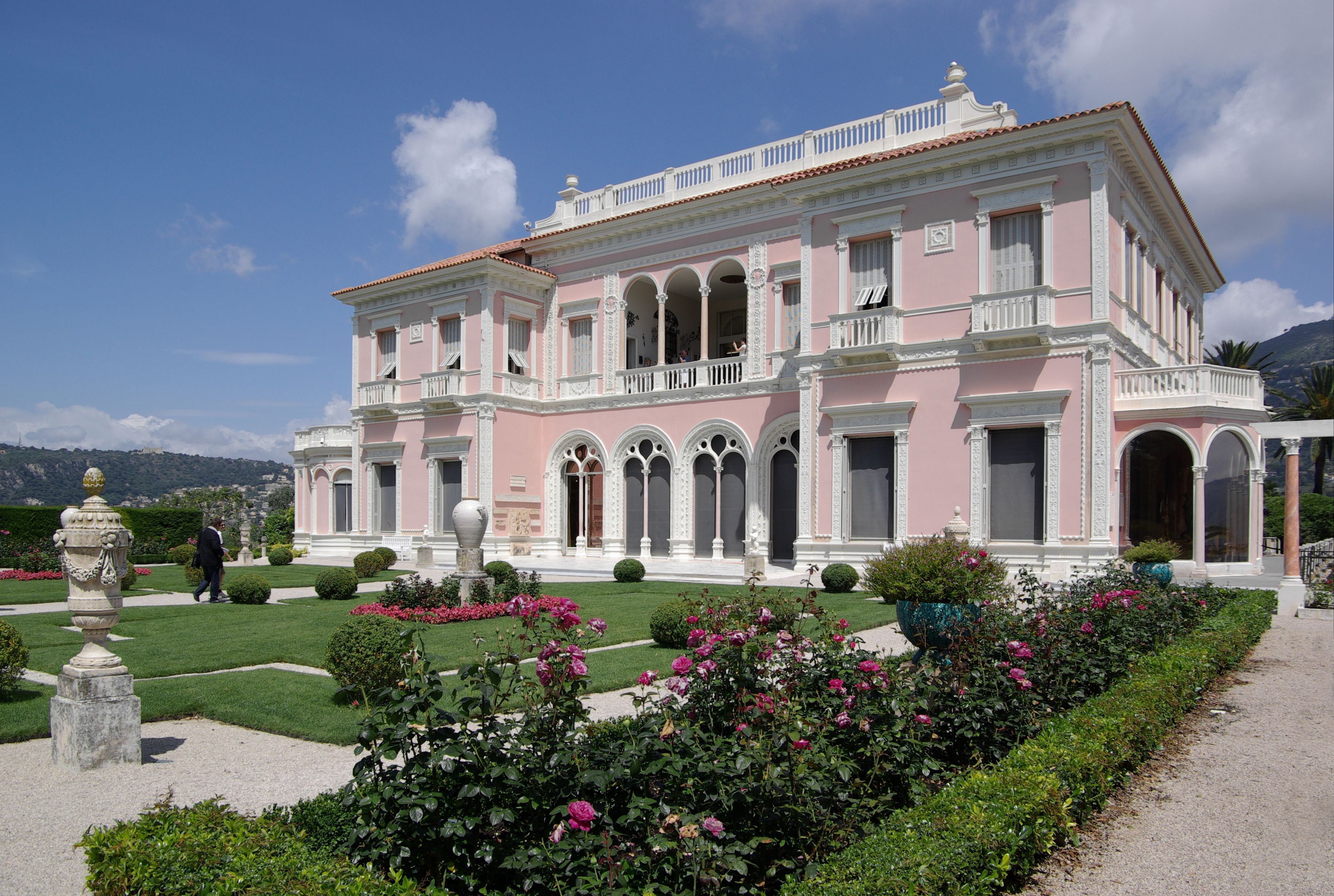
Вилла Эфрусси-де-Ротшильд